# فيروس مساعد
الفيروس المساعد هو فيروس يستخدم عند إنتاج نسخ من الناقل الفيروسي المعتمد على مساعد الذي ليس لديه القدرة على التكاثر الذاتي. كما يُستخدم الفيروس المساعد في إصابة الخلايا المجاورة للناقل الفيروسي بالعدوى بالإضافة إلى توفير ما يلزم من الإنزيمات لتكاثر جينوم الناقل الفيروسي.